# John Atkinson Hobson

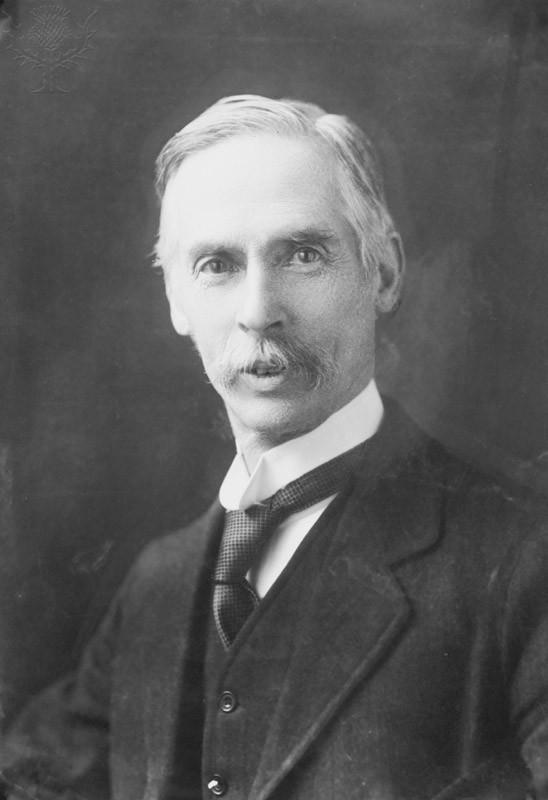
John Atkinson Hobson, ca. 1910

John Atkinson Hobson (* 6. Juli 1858 in Derby; † 1. April 1940 in Hampstead-London) war ein englischer Publizist und Ökonom.

## Leben
Der im englischen Derby geborene Hobson studierte am Lincoln College in Oxford und arbeitete 1880 nach seinem Abschluss als Lehrer für klassische und englische Literatur. Nachdem er 1887 nach London gezogen war, nahm er eine Stelle an der London School of Economics an.
1899 wurde er vom Manchester Guardian als Korrespondent nach Südafrika geschickt, um über den Zweiten Burenkrieg zu berichten. Während seines Aufenthaltes nahm sein Gedanke, der Imperialismus sei Folge des modernen Kapitalismus und seines systemimmanenten Expansionsstrebens, konkrete Formen an. Als er nach England zurückkehrte, begann er, über und gegen den in England weit verbreiteten Hurra-Patriotismus zu schreiben und kritisierte den Krieg in Afrika. 1902 veröffentlichte er seine berühmteste Arbeit Imperialism – A Study, in der er den Imperialismus mit seinen ökonomischen Ansichten in Verbindung brachte.
Der erklärte Gegner des Ersten Weltkriegs war während des selbigen unter anderem Mitglied der Union of Democratic Control, die sich gegen den Einfluss des Militärs auf die Regierung aussprach, die Zensur und die Einführung der Wehrpflicht kritisierte und eine liberalere bzw. friedlichere Außenpolitik forderte.
1919 wurde er Mitglied der Independent Labour Party und verfasste in der Folge mehrere sozialistische Publikationen. 1938 veröffentlichte er eine Autobiografie.

## Werk
Hobson wurde unter anderem bekannt durch seine Kritik an den neoklassischen Ökonomen. In seiner Unterkonsumtionstheorie vertrat er die Meinung, dass in den Industriestaaten der westlichen Welt die Produktion schneller wachse als die Massenkaufkraft. Die koloniale Expansion stelle daher einen Versuch dar, Absatzmärkte für die Überproduktion sowie Rohstoffquellen und günstige Produktionsstandorte zu erschließen bzw. erst zu schaffen. Er sah bereits die Grundzüge einer globalisierten Wirtschaft voraus („Der zunehmende Kosmopolitismus des Kapitals ist das bedeutendste neue Phänomen auf ökonomischem Gebiet in der letzten Generation.“ In: Imperialism – A Study).
Allerdings warnte Hobson davor, dass die Sonderinteressen der Kapitaleigner die Staatsgeschäfte dominierten. Aus deren radikalem Kapitalismus und Expansionismus gingen notwendigerweise Konflikte mit konkurrierenden Nationen hervor, welche die Mächte unter Umständen bis in die kriegerische Auseinandersetzung treiben könnten. Er nahm an, dass der Kapitalismus durch seinen Expansionsdrang im schlimmsten Fall die Erde zerstöre. Damit ging Hobson weiter als Marx, der die Selbstzerstörung des kapitalistischen Systems aus den Widersprüchen der Produktionsweise ableitete.
In seinen frühen Schriften, besonders jedoch in seinen Betrachtungen über Südafrika und den Burenkrieg, sind auch antisemitische Töne zu finden, denen zufolge die britische Politik angeblich im Griff von Juden sei und von deren (finanziellen) Interessen bestimmt und gelenkt werde (die südafrikanische Stadt Johannesburg bezeichnete er als „Neu-Jerusalem“).
Imperialism - A Study wurde von Lenin für seine Schrift Der Imperialismus als höchstes Stadium des Kapitalismus aufgegriffen.

## Schriften (Auswahl)
- The Law of the Three Rents (1891)
- The Physiology of Industry (1889, zusammen mit Albert Mummery)
- The Psychology of Jingoism (1901)
- Imperialism – A Study (1902; online)
- Work and Wealth: A human valuation (1914)
- 1920: Dips into the Near Future (unter dem Pseudonym Lucian, 1917/1918; online)
- Le sens de la responsabilité dans la vie sociale (= Enquêtes Sociologiques. Bd. 2). Mit Herman Finer und Hanna Meuter. Institut de sociologie Solvay, Brüssel 1938 (mehrsprachig).